# Сівінь
Сіві́нь (рос. Сивинь, ерз. Севонь) — село у складі Краснослободського району Мордовії, Росія. Адміністративний центр Сівінського сільського поселення.
Населення — 507 осіб (2010; 599 у 2002).
Національний склад (станом на 2002 рік):
- росіяни — 93 %